# Power Grid
Power Grid (Funkenschlag en la segona edició) és un joc de tauler d'estil europeu (o alemany) creat per Friedemann Friese i publicat per Rio Grande Games.
En el joc, cada jugador representa una companyia propietària de centrals elèctriques i que genera electricitat per abastir ciutats. En el transcurs de la partida, el jugadors hauran de licitar per centrals elèctriques i comprar els recursos necessaris per produir electricitat per fer créixer el nombre de ciutats que abasteix la seva xarxa elèctrica.
Els mapes que juguen els participants en el joc original són d'Alemanya i Estats Units. Existeixen diferents ampliacions i expansions, en alguns casos, són només nous mapes del mateix joc i en d'altres, són nous mapes amb variacions en les regles. Existeixen expansions amb mapes de França/Itàlia, Brasil/Espanya i Portugal, la Xina/Corea, Rússia/Japó, entre molts d'altres. A més a més, existeixen dos seqüeles que són: Power Grid: The First Sparks i Power Grid: Factory Manager.

## Desenvolupament del joc
El joc comença amb un tauler de dobles de cara amb el mapa dels Estats Units d'Amèrica per una cara i el d'Alemanya per l'altre. Cada mapa està dividit en sis regions amb les seves corresponents ciutats connectades per línies elèctriques amb costos variables entre ells. El disseny del mapa en si és clau en l'estratègia del joc, ja que els costos en algunes zones del mapa són majors amb comparació amb d'altres.
El joc es juga en rondes on cadascuna d'elles consisteix en 5 fases:
- Determinar l'ordre de joc.
- Subhasta de centrals elèctriques.
- Compra de recursos.
- Construcció.
- Burocràcia.

El joc acaba després que un jugador construeixi un nombre determinat de cases. El guanyador és el jugador que abasteix electricitat al major nombre de cases en la seva xarxa elèctrica. En cas d'empat el vencedor és aquell amb més diners, i si no és possible, el de major nombre de ciutats.

## Premis
- 2005: Games Magazine Games 100
- 2005: Spiel des Jahres Recomanat
- 2004: International Gamers Awards Nominació al millor joc d'estratègia
- 2004: Meeples' Choice Award Top 3 del 2004